# Brian Butterworth
Brian Butterworth (1944. január 3. –) angol kognitív neuropszichológus, a londoni University College Kognitív Idegtudományi Intézetének professzora. Munkássága elsősorban matematikai gondolkodással és beszédzavarokkal kapcsolatos területet érint, kutatásaiban olyan témákkal foglalkozott, mint a beszédhibák, a rövid távú memória deficitjei, diszlexia, olvasás logogramokban és alfabetikus szövegekben, valamint a matematikai gondolkodás és a diszkalkulia.

## Élete
Könyvét, a The Mathematical Brain-t (1999), négy nyelvre fordították le (olasz, japán, svéd és kínai nyelvekre). Korábban a Linguistics magazin főszerkesztője volt (1978-1983), és alapító szerkesztője volt a Language and Cognitive Processes valamint a Mathematical Cognition folyóiratoknak. A British Academy tagja. Jelenleg elsősorban neuropszichológiával és a matematikai képességek genetikájával foglalkozik.
1984-ben, a Sunday Times egy cikkében Alzheimer-kórral diagnosztizálta Ronald Reagant, az elnök újraválasztási beszédében megjelenő beszédhibák alapján, ezzel 10 évvel megelőzve a hivatalos diagnózist.
Ő tervezte a világ legnagyobb matematikai témájú kísérletét, az Explore-at-Bristolt, amelyben 18000 ember vett részt. E vizsgálat eredményeit 2003-ban ismertették, melyek szerint a nők gyorsabbak az ún. szubitizáció folyamatában, mint a férfiak. Storm Thogersonnal együttműködésben, Butterworth 2000-ben létrehozta a „From Babble to Bable” című kiállítást a Millenium Dómban.

## Munkássága

### Szubitizációvizsgálatok
A szubitizáció fogalma azt a képességet jelöli, amellyel képesek vagyunk vizuális tárgyak számának azonnali azonosítására, számolás nélkül. Ez a jelenség általában a négyre és az annál kisebb számokra terjed ki. Azért, hogy megtalálja a férfiak és nők szubitizációs képességeiben levő esetleges különbséget, egy interaktív kísérletet tervezett az Explore-at-Bristol tudományos múzeumba. A résztvevőknek pontokat mutattak be egy érintőképernyőn (a pontok száma 1-től 10-ig változhatott). A feladat az volt, hogy a lehető leggyorsabban becsüljék meg a pontok számát és nyomják meg az ennek megfelelő gombot a képernyőn. A vizsgálat eredményeit a 2003-as British Association for the Advancement of Science elnevezésű tudományos konferencián jelentette be. Az eredmények alapján azt találta, hogy a nők gyorsabbak a szubitizációban, mint a férfiak, továbbá az emberek hat százalékkal gyorsabban adták meg a pontok számát, ha azokat a képernyő bal oldali részén mutatták be, de csak akkor, ha 5 vagy annál több pontot mutattak be.

### Diszkalkulia

#### Elméleti megközelítések
Butterworth munkássága talán ezen a területen a legjelentősebb. A The Mathematical Brain c. átfogó könyve meghatározó jelentőségű a diszkalkulia értelmezésében. Feltételezi, hogy azon képességünk, amely képessé tesz bennünket mennyiségek felismerésére és a velük való elvont manipulációra, veleszületett, ennek genetikai hátterét jelenleg is tanulmányozza. Butterworth alapvetően megkülönbözteti a fejlődési és a szerzett diszkalkulia zavarokat. Szerzett diszkalkulia alatt a valamilyen agysérülés következtében kialakult számolási zavart érti, míg a veleszületett diszkalkulia a fejlődés során alakul ki. Butterworth szerint ez utóbbi típusú zavarok kialakulásának háttérben az ún. analóg mennyiségi rendszer deficitje állhat.

#### Gyakorlati munkák

##### Diszkalkuliaszűrő
Butterworth 2003-ban készítette el Dyscalculia Screener (Diszkalkuliaszűrő) nevű diagnosztikus tesztjét. Ez a teszt számítógépes, és a hagyományos papír-ceruza eljárás helyett reakcióidő feladatokat alkalmaz. Butterworthöt feladattípusból álló eljárásának alapkoncepciója, hogy elkülönítse az analóg mennyiségi rendszer működéséhez köthető aspektusokat a teljesítmény-mutató komponensektől, amelyek részben függetlenek a matematikai képességektől és tükrözhetnek különböző oktatási illetve feladat-megoldási stratégiákból eredő különbségeket is. Butterworth szerint ezen komponensek elkülönítésével pontosabbá és objektívebbé válhat a diszkalkulia-diagnózis. E teszt általánosan használt Angliában, ám fontos megjegyezni, hogy számos, a teszt kidolgozását meghatározó elméleti megfontolás – elsősorban az analóg mennyiségi rendszer deficitjének feltételezése a fejlődési diszkalkuliában – még nem bizonyított.

##### Diszkalkulia-útmutató
A 2003-ban kidolgozott Dyscalculia Screener diszkalkulia diagnosztikus eszközre építve készítette el Dorian Yeo-val együtt a Dyscalculia Guidance módszertani útmutatót a matematikai zavarral küzdő gyermekek megsegítésére. Ez az útmutató gyakorlati pedagógusok számára készült, amely a diszkalkuliával kapcsolatos főbb információk (kognitív képességek, diszlexiával való kapcsolat, kapcsolódó másodlagos érzelmi hatások, kapcsolódó idegi rendszerek) tárgyalásán túl egy strukturált tanítási eljárást mutat be, amellyel a diszkalkuliás gyerekek könnyebben sajátíthatják el a matematika alapjait.

### Matematikai képességek és nyelv
A matematikai pszichológia területén régóta vitatott kérdés, hogy számolási képességeink mennyiben függenek a nyelvtől. Butterworth 2008-as ausztrál vizsgálatában angol és nem angol nyelvű gyerekek numerikus képességeit hasonlította össze. A vizsgálatban részt vevő azon gyerekek, akik olyan törzsi nyelvet (warlpiri vagy anindilyakawa) beszéltek, amelyben csak néhány számra létezett kifejezés a nyelvben, ugyanolyan jól teljesítettek a különböző, nyelvi képességeket nem igénylő numerikus feladatokban, mint angolul beszélő társaik. Ezen eredményeket Butterworth bizonyítéknak tekinti arra, hogy a nyelv nem szükséges a pontos számolást igénylő feladatokhoz, s nem feltétele a numerikus képességeknek.

## Publikációk
Megjegyzés: az itt található publikációk felsorolása nem teljes körű, az itt szereplő publikációk fontosságuk és/vagy reprezentativitásuk alapján kerültek a listára, csoportosítva.

### Könyvek
- Powell A. Butterworth B. (1971). Marked for life: a criticism of assessment at universities. London, Anarchist Group ISBN 9780901807014
- Butterworth B. (1980). Language Production Volume 1: Speech and talk Academic Pr ISBN 978-0121475017
- Butterworth B. (1983). Language Production Volume 2: Development, Writing and Other Language Processes Academic Pr ISBN 978-0121475024
- Butterworth B. Comrie B. Dahl O. (1984). Explanations for Language Universals Mouton De Gruyter ISBN 978-3110097979
- Butterworth, B. (2004). Dyscalculia Guidance Helping Pupils with Specific Learning Difficulties in Maths. David Fulton ISBN 978-0708711521

### Beszéd
- Butterworth B. (1975). Hesitation and Semantic Planning in speech. Journal of Psycholinguistic Research 4: 75-87.
- Butterworth B. (1979). Hesitation and the Production of Verbal Paraphasias and Neologisms in Jargon Aphasia. Brain and Language, 8, 133-161.
- Butterworth B. (1981). Speech errors: old data in search of new theories. (pp. 627 – 662). In A. Cutler (ed.) Slips of the Tongue and Language Production: Berlin: Mouton.
- Butterworth B. (1983). Introduction: A Brief Review of Methods of Studying Language Production. (pp. 1 – 17). In B. Butterworth, B. Comrie and Ö Dahl (eds.) Explanations for Language Universals: Berlin: Mouton.
- Butterworth B, Howard D, Mcloughlin P. (1984). The semantic deficit in aphasia: the relationship between semantic errors in auditory comprehension and picture naming. Neuropsychologia 22(4):409-26.
- Butterworth B, Howard D. (1987). Paragrammatisms. Cognition. 26(1):1-37.
- Butterworth B. (1992). Disorders of phonological encoding. Cognition. 42(1-3):261-86.
- Butterworth B. (1994). Disorders of sentence production. Philos Trans R Soc Lond B Biol Sci. 346(1315):55-61.

### Emlékezet
- Shallice T, Butterworth B. (1977). Short-term memory impairment and spontaneous speech. Neuropsychologia. 15(6):729-35.
- Butterworth B, Campbell R, Howard D. (1986). The uses of short-term memory: a case study. Q J Exp Psychol A. 38(4):705-37.

### Olvasás és diszlexia
- Campbell R, Butterworth B. (1985). Phonological dyslexia and dysgraphia in a highly literate subject: a developmental case with associated deficits of phonemic processing and awareness. Q J Exp Psychol A. 37(3):435-75.
- Yin, W. G. & Butterworth, B. (1998) Chinese pure alexia. Aphasiology, 12, 65-76.
- Wydell TN, Butterworth B. (1999). A case study of an English-Japanese bilingual with monolingual dyslexia. Cognition. 70(3):273-305.
- Butterworth B, Yin WG. (1991). The universality of two routines for reading: evidence from Chinese dyslexia. Proc Biol Sci. 246(1315):91-5.
- Yin W. Butterworth B. (1992). Deep and Surface Dyslexia in Chinese In Chen, H-C. & Tzeng, O. J. L. (eds.) Language Processing in Chinese. Amsterdam: North Holland/Elsevier. (1 MB)
- Shibahara N, Zorzi M, Hill MP, Wydell T, Butterworth B. (2003). Semantic effects in word naming: evidence from English and Japanese Kanji. Q J Exp Psychol A. 56(2):263-86.

### Matematikai pszichológia
- Cipolotti L, Warrington EK, Butterworth B. (1995). Selective impairment in manipulating Arabic numerals. Cortex. 31(1):73-86.
- Butterworth B. (2001). What makes a prodigy? Nat Neurosci. Jan;4(1):11-2.
- Butterworth B, Cappelletti M, Kopelman M. (2001). Category specificity in reading and writing: the case of number words. Nat Neurosci. Aug;4(8):784-6.
- Piazza M, Mechelli A, Butterworth B, Price CJ. (2002). Are subitizing and counting implemented as separate or functionally overlapping processes? Neuroimage. 15(2):435-46.
- Landerl K, Bevan A, Butterworth B. (2004). Developmental dyscalculia and basic numerical capacities: a study of 8-9-year-old students. Cognition. 93(2):99-125.
- Gelman R, Butterworth B. (2005). Number and language: how are they related? Trends Cogn Sci. 9(1):6-10.
- Butterworth B. (2005). The development of arithmetical abilities. J Child Psychol Psychiatry. 46(1):3-18.

## Fordítás
- Ez a szócikk részben vagy egészben  a   Brian Butterworth című angol Wikipédia-szócikk fordításán alapul.  Az eredeti cikk szerkesztőit annak laptörténete sorolja fel. Ez a jelzés csupán a megfogalmazás eredetét és a szerzői jogokat jelzi, nem szolgál a cikkben szereplő információk forrásmegjelöléseként.